# Dramlja (Sotla)
Dramlja  je potok, ki teče skozi istoimensko naselje v občini Brežice in je desni pritok reke Sotla, mejne reke med Slovenijo in Hrvaško. Levi pritok Dramlje je Hudinov graben.